# Gilberto da Silva Melo
Gilberto da Silva Melo, noto come Gilberto (Rio de Janeiro, 25 aprile 1976), è un ex calciatore e giocatore di calcio a 5 brasiliano, di ruolo centrocampista.

## Biografia
Anche i fratelli Nilberto, Nélio, Edmilson e Nenei sono stati calciatori.

## Caratteristiche tecniche
Poteva giocare come centrocampista laterale sinistro o come terzino sinistro.

## Carriera
Fino al 1994 la sua carriera si svolse nel calcio a 5, dove riuscì a militare sia nella División de Honor spagnola sia nella nazionale brasiliana. Nel 1995, all'età di 19 anni, accetta l'offerta dell'America Football Club ed entra definitivamente nel mondo professionistico del calcio a 11. Ha avuto un breve trascorso nell'Inter nella stagione 1998-99, dove però non ha avuto fortuna. Ha giocato col Brasile durante il mondiale 2006 in Germania andando a segno contro il Giappone, il suo primo gol in Nazionale dal debutto avvenuto l'11 giugno 2003 contro la Nigeria. Nel 2010 ha disputato il suo secondo Mondiale, mentre due anni dopo si ritirò dall'agonismo.

## Statistiche

### Presenze e reti nei club
| Stagione              | Squadra               | Campionato            | Campionato | Campionato | Coppe nazionali | Coppe nazionali | Coppe nazionali | Coppe continentali | Coppe continentali | Coppe continentali | Altre coppe | Altre coppe | Altre coppe | Totale | Totale |
| Stagione              | Squadra               | Comp                  | Pres       | Reti       | Comp            | Pres            | Reti            | Comp               | Pres               | Reti               | Comp        | Pres        | Reti        | Pres   | Reti   |
| --------------------- | --------------------- | --------------------- | ---------- | ---------- | --------------- | --------------- | --------------- | ------------------ | ------------------ | ------------------ | ----------- | ----------- | ----------- | ------ | ------ |
| 1994                  | América-RJ            | B+A1/RJ               | ?          | ?          | -               | -               | -               | -                  | -                  | -                  | -           | -           | -           | ?      | ?      |
| 1995                  | América-RJ            | C+A1/RJ               | ?          | ?          | -               | -               | -               | -                  | -                  | -                  | -           | -           | -           | ?      | ?      |
| 1996                  | Flamengo              | A+A1/RJ               | ?          | ?          | CB              | ?               | ?               | -                  | -                  | -                  | SS+CdO      | ?+1         | ?+0         | 1+     | 0+     |
| 1997                  | Flamengo              | A+A1/RJ               | ?          | ?          | CB              | ?               | ?               | -                  | -                  | -                  | SS          | 1+          | 1+          | 1+     | 1+     |
| Totale Flamengo       | Totale Flamengo       | Totale Flamengo       | 67+        | 2+         |                 | ?               | ?               |                    | -                  | -                  |             | 2+          | 1+          | 69+    | 3+     |
| 1998                  | Cruzeiro              | A+A1/M                | 28+?       | 2+?        | CB              | ?               | ?               | -                  | -                  | -                  | -           | -           | -           | 28+    | 2+     |
| gen.-giu. 1999        | Inter                 | A                     | 2          | 0          | CI              | 1               | 0               | UCL                | 0                  | 0                  | -           | -           | -           | 3      | 0      |
| lug.-dic. 1999        | Vasco da Gama         | A+A1/RJ               | ?          | ?          | CB              | -               | -               | CL+CM              | -+?                | -+?                | -           | -           | -           | ?      | ?      |
| 2000                  | Vasco da Gama         | CJH+A1/RJ             | ?          | ?          | CI              | ?               | ?               | CM                 | ?                  | ?                  | Cmc         | 4           | 0           | 4+     | 0+     |
| 2001                  | Vasco da Gama         | A+A1/RJ               | ?          | ?          | -               | -               | -               | CL+CM              | ?                  | ?                  | -           | -           | -           | 16     | 7      |
| Totale Vasco da Gama  | Totale Vasco da Gama  | Totale Vasco da Gama  | 40+        | 6+         |                 | ?               | ?               |                    | ?                  | ?                  |             | 4+          | 0+          | 44+    | 0+     |
| 2002                  | Grêmio                | A+A1/RS               | ?          | ?          | -               | -               | -               | CL                 | ?                  | ?                  | -           | -           | -           | ?      | ?      |
| 2003                  | Grêmio                | A+A1/RS               | ?          | ?          | -               | -               | -               | CL+CS              | ?                  | ?                  | -           | -           | -           | ?      | ?      |
| Totale Grêmio         | Totale Grêmio         | Totale Grêmio         | 57+        | 9+         |                 | -               | -               |                    | ?                  | ?                  |             | -           | -           | 57+    | 9+     |
| gen.-giu. 2004        | São Caetano           | A+A1/SP               | 6+?        | 0+?        | -               | -               | -               | CL                 | ?                  | ?                  | -           | -           | -           | 6+     | 0+     |
| 2004-2005             | Hertha Berlino        | BL                    | 33         | 6          | CG              | 1               | 0               | -                  | -                  | -                  | -           | -           | -           | 34     | 6      |
| 2005-2006             | Hertha Berlino        | BL                    | 23         | 2          | CG+CdL          | 1+0             | 1+0             | CU                 | 5                  | 0                  | -           | -           | -           | 29     | 3      |
| 2006-2007             | Hertha Berlino        | BL                    | 30         | 5          | CG+CdL          | 3+1             | 0+0             | CU                 | 3                  | 0                  | -           | -           | -           | 37     | 5      |
| ago.-dic. 2007        | Hertha Berlino        | BL                    | 15         | 1          | CI              | 0               | 0               | -                  | -                  | -                  | -           | -           | -           | 15     | 1      |
| Totale Hertha Berlino | Totale Hertha Berlino | Totale Hertha Berlino | 101        | 14         |                 | 6               | 1               |                    | 8                  | 0                  |             | -           | -           | 115    | 15     |
| gen.-giu. 2008        | Tottenham             | PL                    | 6          | 1          | FACup+CdL       | 0+0             | 0+0             | CU                 | 1                  | 0                  | -           | -           | -           | 7      | 1      |
| 2008-2009             | Tottenham             | PL                    | 1          | 0          | FACup+CdL       | 0+0             | 0+0             | CU                 | 2                  | 0                  | -           | -           | -           | 3      | 0      |
| Totale Tottenham      | Totale Tottenham      | Totale Tottenham      | 7          | 1          |                 | 0               | 0               |                    | 3                  | 0                  |             | -           | -           | 10     | 1      |
| lug.-dic 2009         | Cruzeiro              | A+A1/M                | 19+?       | 7+?        | -               | -               | -               | CL                 | 0                  | 0                  | -           | -           | -           | 19+    | 7+     |
| 2010                  | Cruzeiro              | A+A1/M                | 11+?       | 2+?        | -               | -               | -               | CL                 | 9                  | 1                  | -           | -           | -           | 20+    | 3+     |
| gen.-set. 2011        | Cruzeiro              | A+A1/M                | 14+?       | 0+?        | -               | -               | -               | CL                 | 6                  | 2                  | -           | -           | -           | 20+    | 2+     |
| Totale Cruzeiro       | Totale Cruzeiro       | Totale Cruzeiro       | 72+        | 11+        |                 | ?               | ?               |                    | 15                 | 3                  |             | -           | -           | 87+    | 14+    |
| set.-dic. 2011        | Vitória               | B+A1/BA               | 10+?       | 2+?        | CB              | -               | -               | -                  | -                  | -                  | -           | -           | -           | 10+    | 2+     |
| apr.-dic. 2012        | América-MG            | B+A1/M                | 18+?       | 0+?        | CB              | 0               | 0               | -                  | -                  | -                  | -           | -           | -           | 18+    | 0+     |
| gen.-feb. 2014        | América-RJ            | A1/RJ                 | 0          | 0          | -               | -               | -               | -                  | -                  | -                  | -           | -           | -           | 0      | 0      |
| Totale América-RJ     | Totale América-RJ     | Totale América-RJ     | 44+        | 4+         |                 | ?               | ?               |                    | -                  | -                  |             | -           | -           | 44+    | 4+     |
| mar.-dic. 2014        | Araxá                 | A2/M                  | 29         | 8          | -               | -               | -               | -                  | -                  | -                  | -           | -           | -           | 29     | 8      |
| Totale carriera       | Totale carriera       | Totale carriera       | 453+       | 57+        |                 | 7+              | 1+              |                    | 26+                | 3+                 |             | 6+          | 1+          | 492+   | 62+    |

### Cronologia presenze e reti in Nazionale
| Cronologia completa delle presenze e delle reti in nazionale ― Brasile | Cronologia completa delle presenze e delle reti in nazionale ― Brasile | Cronologia completa delle presenze e delle reti in nazionale ― Brasile | Cronologia completa delle presenze e delle reti in nazionale ― Brasile | Cronologia completa delle presenze e delle reti in nazionale ― Brasile | Cronologia completa delle presenze e delle reti in nazionale ― Brasile | Cronologia completa delle presenze e delle reti in nazionale ― Brasile | Cronologia completa delle presenze e delle reti in nazionale ― Brasile |
| Data                                                                   | Città                                                                  | In casa                                                                | Risultato                                                              | Ospiti                                                                 | Competizione                                                           | Reti                                                                   | Note                                                                   |
| ---------------------------------------------------------------------- | ---------------------------------------------------------------------- | ---------------------------------------------------------------------- | ---------------------------------------------------------------------- | ---------------------------------------------------------------------- | ---------------------------------------------------------------------- | ---------------------------------------------------------------------- | ---------------------------------------------------------------------- |
| 11-6-2003                                                              | Abuja                                                                  | Nigeria                                                                | 0 – 3                                                                  | Brasile                                                                | Amichevole                                                             | -                                                                      |                                                                        |
| 23-6-2003                                                              | Saint-Étienne                                                          | Brasile                                                                | 2 – 2                                                                  | Turchia                                                                | Conf. Cup 2003 - 1º turno                                              | -                                                                      |                                                                        |
| 9-2-2005                                                               | Hong Kong                                                              | Hong Kong                                                              | 1 – 7                                                                  | Brasile                                                                | Lunar New Year Cup 2005                                                | -                                                                      | 59’                                                                    |
| 16-6-2005                                                              | Lipsia                                                                 | Brasile                                                                | 3 – 0                                                                  | Grecia                                                                 | Conf. Cup 2005 - 1º turno                                              | -                                                                      |                                                                        |
| 19-6-2005                                                              | Hannover                                                               | Brasile                                                                | 0 – 1                                                                  | Messico                                                                | Conf. Cup 2005 - 1º turno                                              | -                                                                      |                                                                        |
| 25-6-2005                                                              | Norimberga                                                             | Germania                                                               | 2 – 3                                                                  | Brasile                                                                | Conf. Cup 2005 - Semifinale                                            | -                                                                      |                                                                        |
| 29-6-2005                                                              | Francoforte                                                            | Brasile                                                                | 4 – 1                                                                  | Argentina                                                              | Conf. Cup 2005 - Finale                                                | -                                                                      |                                                                        |
| 9-10-2005                                                              | La Paz                                                                 | Bolivia                                                                | 1 – 1                                                                  | Brasile                                                                | Qual. Mondiali 2006                                                    | -                                                                      |                                                                        |
| 4-6-2006                                                               | Ginevra                                                                | Brasile                                                                | 4 – 0                                                                  | Nuova Zelanda                                                          | Amichevole                                                             | -                                                                      |                                                                        |
| 22-6-2006                                                              | Dortmund                                                               | Brasile                                                                | 4 – 1                                                                  | Giappone                                                               | Mondiali 2006 - 1º turno                                               | 1                                                                      |                                                                        |
| 16-8-2006                                                              | Oslo                                                                   | Norvegia                                                               | 1 – 1                                                                  | Brasile                                                                | Amichevole                                                             | -                                                                      |                                                                        |
| 3-9-2006                                                               | Londra                                                                 | Brasile                                                                | 3 – 0                                                                  | Argentina                                                              | Amichevole                                                             | -                                                                      |                                                                        |
| 5-9-2006                                                               | Londra                                                                 | Brasile                                                                | 2 – 0                                                                  | Galles                                                                 | Amichevole                                                             | -                                                                      |                                                                        |
| 6-2-2007                                                               | Londra                                                                 | Brasile                                                                | 0 – 2                                                                  | Portogallo                                                             | Amichevole                                                             | -                                                                      |                                                                        |
| 24-3-2007                                                              | Göteborg                                                               | Brasile                                                                | 4 – 0                                                                  | Cile                                                                   | Amichevole                                                             | -                                                                      |                                                                        |
| 1-6-2007                                                               | Londra                                                                 | Inghilterra                                                            | 1 – 1                                                                  | Brasile                                                                | Amichevole                                                             | -                                                                      |                                                                        |
| 27-6-2007                                                              | Puerto Ordaz                                                           | Messico                                                                | 2 – 0                                                                  | Brasile                                                                | Coppa America 2007 - 1º turno                                          | -                                                                      |                                                                        |
| 1-7-2007                                                               | Puerto Ordaz                                                           | Brasile                                                                | 3 – 0                                                                  | Cile                                                                   | Coppa America 2007 - 1º turno                                          | -                                                                      |                                                                        |
| 4-7-2007                                                               | Puerto La Cruz                                                         | Brasile                                                                | 1 – 0                                                                  | Ecuador                                                                | Coppa America 2007 - 1º turno                                          | -                                                                      |                                                                        |
| 7-7-2007                                                               | Puerto La Cruz                                                         | Brasile                                                                | 6 – 1                                                                  | Cile                                                                   | Coppa America 2007 - Quarti di finale                                  | -                                                                      |                                                                        |
| 10-7-2007                                                              | Maracaibo                                                              | Uruguay                                                                | 2 – 2 dts (4 – 5 dtr)                                                  | Brasile                                                                | Coppa America 2007 - Semifinale                                        | -                                                                      |                                                                        |
| 15-7-2007                                                              | Maracaibo                                                              | Brasile                                                                | 3 – 0                                                                  | Argentina                                                              | Coppa America 2007 - Finale                                            | -                                                                      |                                                                        |
| 9-9-2007                                                               | Chicago                                                                | Stati Uniti                                                            | 2 – 4                                                                  | Brasile                                                                | Amichevole                                                             | -                                                                      |                                                                        |
| 12-9-2007                                                              | Foxborough                                                             | Messico                                                                | 1 – 3                                                                  | Brasile                                                                | Amichevole                                                             | -                                                                      |                                                                        |
| 14-10-2007                                                             | Bogotà                                                                 | Colombia                                                               | 0 – 0                                                                  | Brasile                                                                | Qual. Mondiali 2010                                                    | -                                                                      |                                                                        |
| 17-10-2007                                                             | Rio de Janeiro                                                         | Brasile                                                                | 5 – 0                                                                  | Ecuador                                                                | Qual. Mondiali 2010                                                    | -                                                                      |                                                                        |
| 18-11-2007                                                             | Lima                                                                   | Perù                                                                   | 1 – 1                                                                  | Brasile                                                                | Qual. Mondiali 2010                                                    | -                                                                      |                                                                        |
| 21-11-2007                                                             | San Paolo                                                              | Brasile                                                                | 2 – 1                                                                  | Uruguay                                                                | Qual. Mondiali 2010                                                    | -                                                                      |                                                                        |
| 31-5-2008                                                              | Seattle                                                                | Canada                                                                 | 2 – 3                                                                  | Brasile                                                                | Amichevole                                                             | -                                                                      |                                                                        |
| 6-6-2008                                                               | Boston                                                                 | Brasile                                                                | 0 – 2                                                                  | Venezuela                                                              | Amichevole                                                             | -                                                                      |                                                                        |
| 15-6-2008                                                              | Asunción                                                               | Paraguay                                                               | 2 – 0                                                                  | Brasile                                                                | Qual. Mondiali 2010                                                    | -                                                                      |                                                                        |
| 18-6-2008                                                              | Belo Horizonte                                                         | Brasile                                                                | 0 – 0                                                                  | Argentina                                                              | Qual. Mondiali 2010                                                    | -                                                                      |                                                                        |
| 7-6-2010                                                               | Dar es Salaam                                                          | Tanzania                                                               | 1 – 5                                                                  | Brasile                                                                | Amichevole                                                             | -                                                                      |                                                                        |
| 28-6-2010                                                              | Johannesburg                                                           | Brasile                                                                | 3 – 0                                                                  | Cile                                                                   | Mondiali 2010 - Ottavi di finale                                       | -                                                                      |                                                                        |
| 2-7-2010                                                               | Port Elizabeth                                                         | Brasile                                                                | 1 – 2                                                                  | Paesi Bassi                                                            | Mondiali 2010 - Quarti di finale                                       | -                                                                      |                                                                        |
| Totale                                                                 |                                                                        | Presenze                                                               | 35                                                                     |                                                                        | Reti                                                                   | 1                                                                      |                                                                        |

## Palmarès

### Club

#### Competizioni nazionali
- Campionato brasiliano: 1

Vasco da Gama: 2000
- Campionato Carioca: 1

Flamengo: 1996
- Campionato paulista: 1

São Caetano: 2004
- Coppa di Lega inglese: 1

Tottenham Hotspur: 2007-2008
- Campionato Mineiro: 1

Cruzeiro: 2011

#### Competizioni internazionali
- Copa de Oro: 1

Flamengo: 1996
- Coppa Mercosur: 1

Vasco da Gama: 2000

### Nazionale
- Confederations Cup: 1

2005
- Coppa America: 1

2007